# Robertas Šervenikas
Robertas Šervenikas (* 1966) ist ein litauischer Dirigent.

## Leben
1995 absolvierte Robertas Šervenikas  Dirigieren am Sankt Petersburger Konservatorium bei T. Chitrova und Prof. V. Fedotov. Seit 1993 arbeitet er mit dem Litauischen Nationalen Symphonieorchester in Vilnius zu arbeiten und ist nun sein zweiter Dirigent. Ab 1997 wurde er wiederholt zum Evian Festival (Frankreich) eingeladen, wo er die Philharmonie der Nationen, sowie das Orchestra Synfonica di Milano Giuseppe Verdi mit Mstislaw Leopoldowitsch Rostropowitsch als Solisten leitete. 
Seit dieser Zeit dirigierte Šervenikas das  Litauische Nationale Sinfonieorchester auf Tourneen nach Deutschland, Frankreich, Niederlande, Schweden, Finnland, Estland und Lettland. Er ist Gastdirigent des Litauischen Kammerorchesters, des Kammerorchesters Šiauliai und Kammerorchesters Klaipėda und dirigiert in Vorstellungen beim Bayerischen Staatsballett das Bayerische Staatsorchester. 2008 wurde Šervenikas zum Musikdirektor des litauischen Nationaltheaters für Oper und Ballett (LNOBT) ernannt. Er lehrt an der Musik- und Theaterakademie Litauens.

## Auszeichnung
- Litauischer Nationalpreis für Kultur und Kunst